# PowerBook
 (juin 2020).
Si vous disposez d'ouvrages ou d'articles de référence ou si vous connaissez des sites web de qualité traitant du thème abordé ici, merci de compléter l'article en donnant les références utiles à sa vérifiabilité et en les liant à la section « Notes et références ».
 (mai 2024).
Les PowerBook sont une série d'ordinateurs portables professionnels d'Apple produits et vendus de 1991 à 2006. Pendant cette même période, Apple propose une seconde gamme d'ordinateurs portables plus abordable : les iBook.
La gamme est commercialisée dans un contexte d'échec commercial du Macintosh Portable. Le PowerBook sera le début d'une gamme à grand succès chez Apple. Elle n'existe plus depuis le passage aux processeurs Intel des ordinateurs de l'entreprise américaine. Désormais, son successeur est le Macbook Pro.

## Premiers modèles

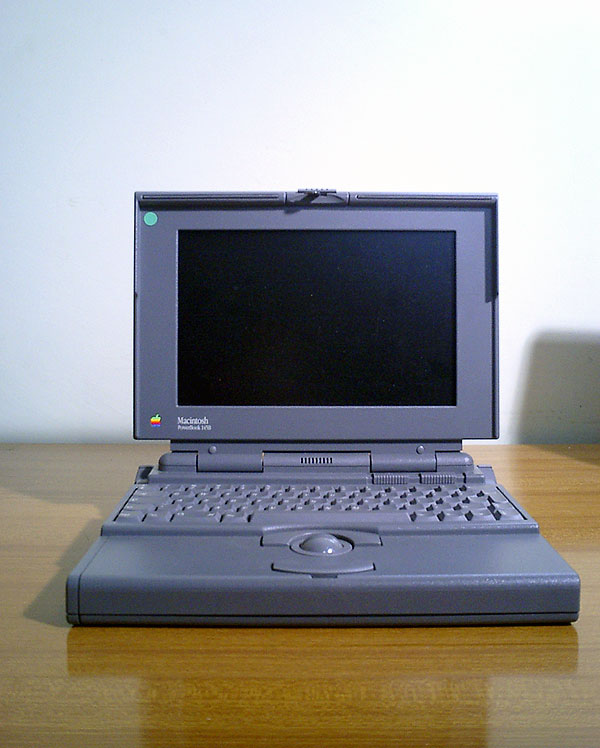
PowerBook 145B.

En octobre 1991, les trois premiers PowerBook sont commercialisés : le PowerBook 100, le PowerBook 140 et le PowerBook 170, un ordinateur haut de gamme. Leur commercialisation cause un choc dans l'industrie, puisqu'ils sont beaucoup plus modernes que les PC portables de l'époque avec leur boîtier gris bleuté, leur trackball et leur repose-poignets sur le boîtier, détail d'une innovation étonnante par rapport aux portables de l'époque, chez lesquels le clavier se situait à l'avant laissant un espace libre entre l'écran et le clavier. Cet agencement sera rapidement généralisé sur tous les ordinateurs portables. Alors que les PowerBook 140 et 170 étaient d'une nouvelle conception, le PowerBook 100 était en fait un Macintosh Portable beaucoup plus compact. Il sera d'ailleurs le seul PowerBook à embarquer un processeur Motorola 68000, les PowerBook 140, 170 et les suivants utilisant des processeurs Motorola 68030 et Motorola 68040.

## PowerBook Duo

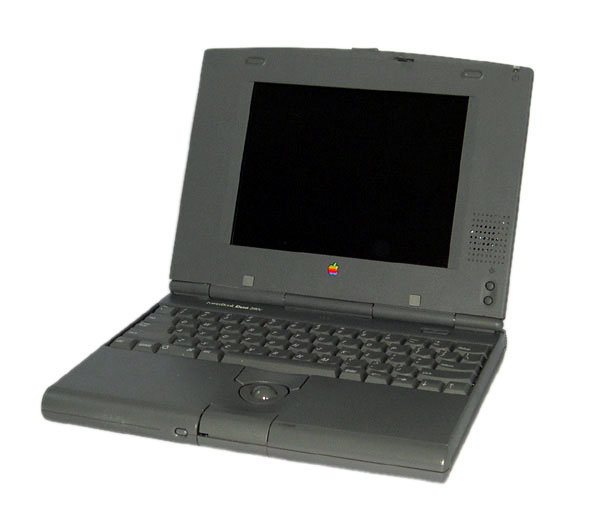
PowerBook Duo 280c.

Un an après le lancement de la gamme PowerBook, en 1992, Apple lance une nouvelle gamme d'ordinateurs portables, les PowerBook Duo, des machines hybrides portables/ordinateurs de bureau. Très fins et légers, ils embarquaient un minimum d'équipements et ils pouvaient être connectés à un dock qui leur fournissait de la mémoire et de l'espace de stockage supplémentaires ainsi qu'une plus large connectique. Ces modèles seront commercialisés trois ans, jusqu'en 1995, ne connaissant pas le succès escompté, mais le principe sera néanmoins repris plus tard par d'autres constructeurs.
Les premières séries de PowerBook connurent un succès immense et représentèrent jusqu'à 40 % des ventes d'ordinateur portables. Chaque nouveau modèle proposait de nouvelles fonctionnalités, comme l'écran couleur, ce qui permettait aux ventes de se maintenir à un haut niveau. Cependant, à partir de 1995, les constructeurs concurrents rattraperont les PowerBook en dotant leurs ordinateurs portables des mêmes fonctionnalités, et les parts de marché d'Apple sur le marché des ordinateurs portables commenceront à décliner.
De nombreux nouveaux modèles viennent compléter progressivement la série PowerBook 100. Le 165c fut le premier Powerbook avec un écran couleur. Le 180 fut très populaire. Le dernier vrai membre de la série 100 fut le PowerBook 150, sorti en 1994. Le PowerBook 190, sorti en 1995, d'une conception différente des autres PowerBook de la série 100 : était une version allégée, à base de Motorola 68040, du PowerBook 5300.)
En mai 1994, Apple introduisit la série PowerBook 500, sous le nom de code : Blackbird. La principale différence par rapport aux PowerBook de la série 100 était d'embarquer un processeur Motorola 68040, plus puissant que le 68030. Cette série était également la première à être équipée d'un trackpad, nom donné par Apple au pavé tactile. Le dernier représentant de la gamme PowerBook à base de processeurs 680x0 fut le PowerBook 550c, sorti en mai 1995 et sorti uniquement au Japon.

## PowerBook PowerPC

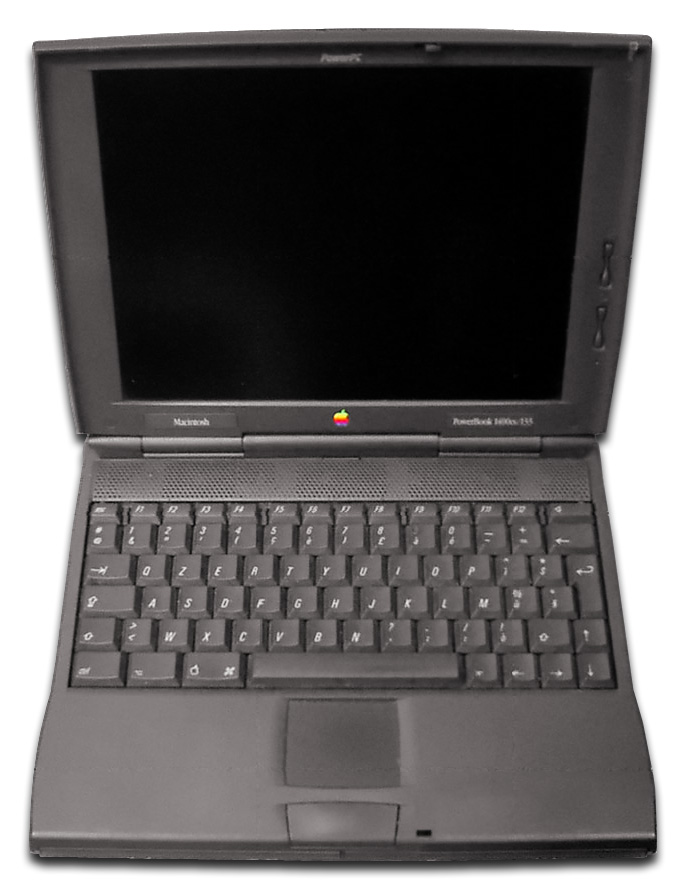
PowerBook 1400cs.

En août 1995, Apple lance le PowerBook 5300. Il était plus puissant que les précédents PowerBook avec un processeur PowerPC 603e cadencé à 100 MHz (qui remplace le précédent Motorola 68040 à 33 MHz). Il fut cependant affecté par de nombreux problèmes et beaucoup durent retourner en SAV. La batterie au lithium-ion fit notamment brûler plusieurs PowerBook 5300 et Apple fut contraint de rappeler tous les modèles vendus pour remplacer cette batterie par une batterie au nickel métal. À cette époque, Apple, plongée dans de lourdes difficultés financières et sur le point de disparaître, s'était empressée de sortir cette machine. Les problèmes avec les PowerBook 5300 valurent à cette époque à Apple la réputation de vendre des produits défectueux.
Pour répondre à la débâcle du 5300, Apple lança en 1996 et 1997 trois nouveaux PowerBook : le 1400, le 2400c et le 3400c. Sorti pour remplacer le PowerBook 5300, le 1400 était animé par le même processeur, mais intégrait en plus un lecteur CD-ROM. Le 2400 fut le premier mini-ordinateur portable Apple et il succéda à la gamme PowerBook Duo.

## PowerBook G3

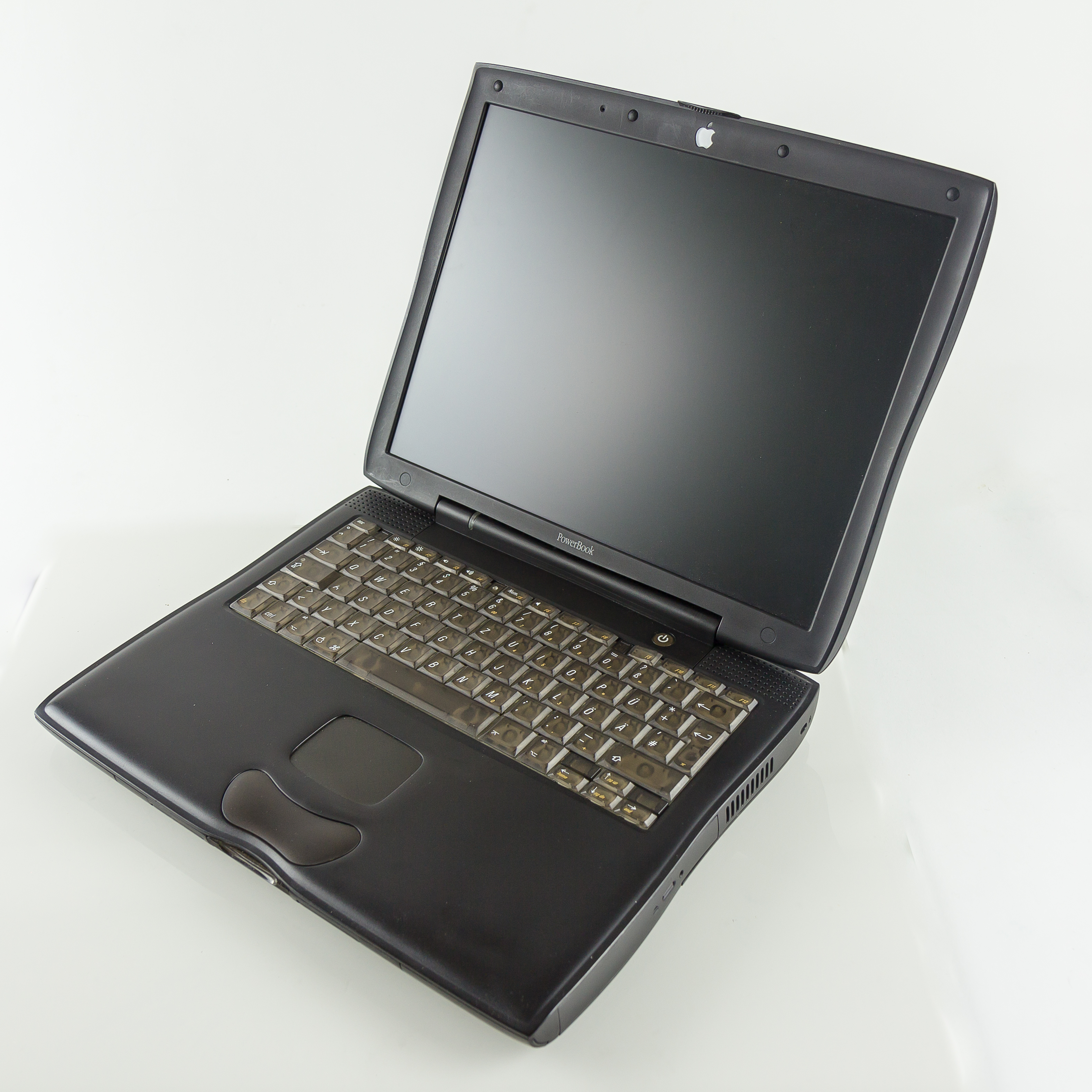
PowerBook G3 Pismo.

En novembre 1997, simultanément aux Power Macintosh G3, sort le PowerBook G3. Bien que possédant le même boîtier que le PowerBook 3400, il était extrêmement en avance pour l'époque : il était le premier Macintosh à intégrer de la mémoire cache de type backside. Cette mémoire cache combinée au processeur PowerPC G3 faisait de ses 250 MHz, une puissance était équivalente à un Power Macintosh 9600 à 300 MHz et il était presque aussi rapide que le plus puissant des Power Macintosh G3. En mai 1998, il est remplacé par la série PowerBook G3 Wall Street d'une conception totalement nouvelle (le modèle haut de gamme possédait un écran 14" à matrice passive). Cependant, trois mois plus tard, ils sont mis à jour (série PDQ), puis sont remplacés en mai 1999 par une nouvelle gamme (Lombard), aux boîtiers plus fins, intégrant une batterie plus endurante et des ports USB (l'iMac était depuis passé par là). Cette succession de nouveaux modèles est à mettre en contraste avec le petit nombre de PowerBook sortis les deux années précédentes.
La dernière version des PowerBook G3 sort en février 2000, appelée Pismo. Elle intègre la connectique Firewire, les cartes graphiques AGP, dotée d'un processeur à 500 MHz (sur le modèle le plus performant), s'ajoute la compatibilité AirPort (réseau sans fil Wi-Fi), un lecteur DVD-ROM et marque l'abandon du SCSI.

## PowerBook G4
Lancé en 2001, le PowerBook G4 voit le jour, complètement redessiné : finies les courbes et les plastiques du boîtier des précédents PowerBook, le PowerBook G4 est d'un design épuré totalement en titane, ce qui lui donne un aspect plus professionnel. Il était le premier ordinateur portable à intégrer un écran LCD 15" (au format 3/2), bien plus léger, plus fin et d'une plus grande autonomie (cinq heures) que la plupart des portables PC grâce à la faible consommation et au faible dégagement de chaleur du processeur PowerPC G4. Apple le présentait comme le premier supercalculateur portable au monde.

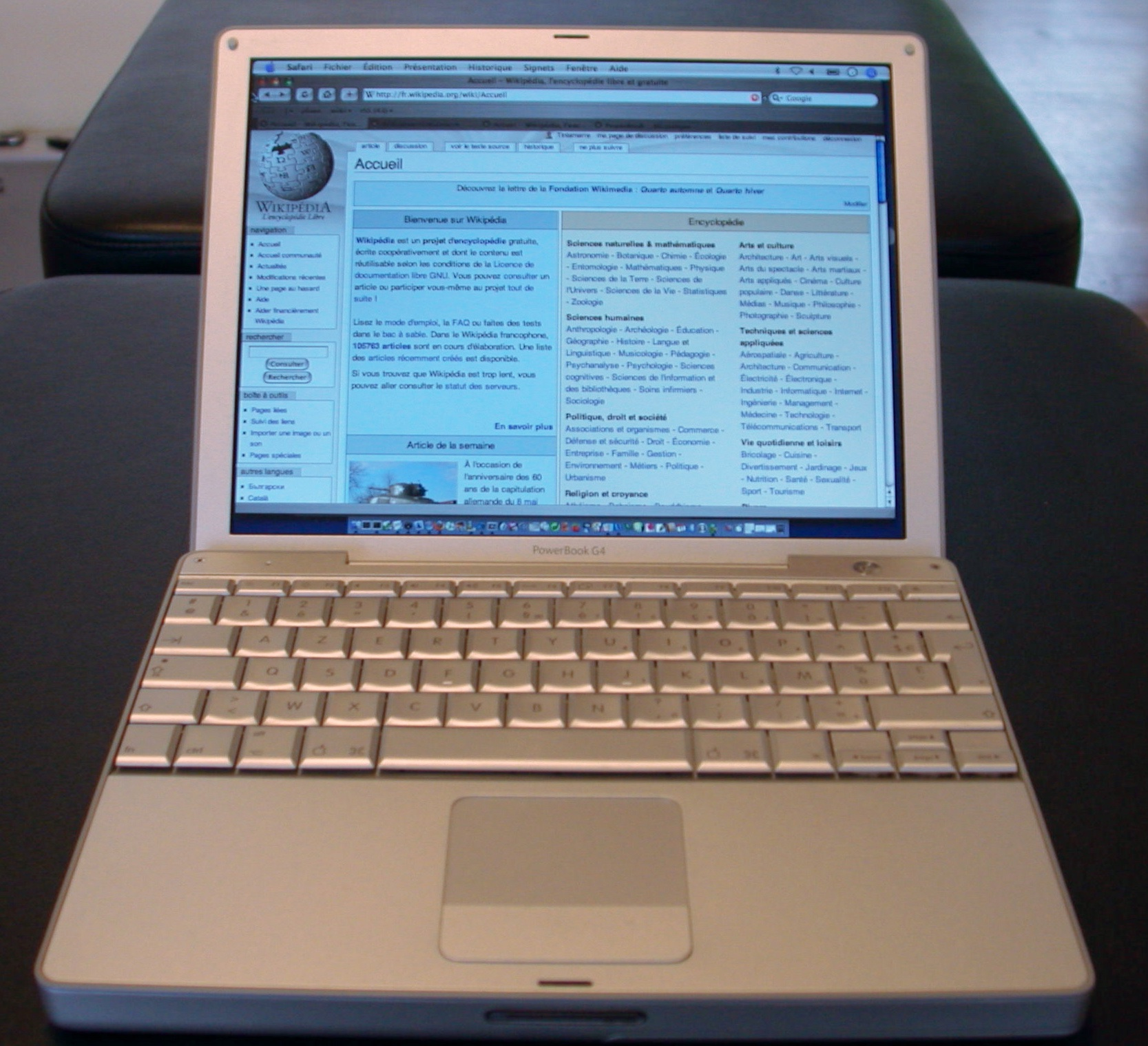
PowerBook G4 12" de 1,33 Ghz.

Surnommé le TiBook, le PowerBook Titanium devint un objet de mode. Il fut particulièrement populaire dans le business du loisir et il ornait de nombreux bureaux à Hollywood. Devant le succès du PowerBook G4, d'autres constructeurs ont depuis adopté pour leurs ordinateurs portables des écrans 15" et des boîtiers couleur métallisée. Tournant initialement à des fréquences de 400 et 500 MHz, les derniers PowerBook Titanium sortis en novembre 2002 atteignaient 1 GHz.
Début 2003, Apple lance deux nouveaux PowerBook G4 pour compléter la gamme aux côtés du Titanium 15" : l'un est le premier ordinateur portable au monde à être doté d'un écran 17" panoramique (pour 2,5 cm d'épaisseur), l'autre, doté d'un écran 12"  est présenté comme l'ordinateur portable le plus compact au monde. Les deux machines sont dans un nouveau boîtier en aluminium anodisé, contrairement au PowerBook Titanium, celui-ci n'est pas peint, ce qui évite le principal défaut des Titanium  que la peinture se décolle. Le modèle 17" inclut de nombreuses caractéristiques très haut de gamme, comme le rétroéclairage automatique des touches du clavier et l'ajustement de la luminosité de l'écran en fonction de la luminosité extérieure. L'écran des PowerBook 17" est le même que celui utilisé par les iMac G4 à écran plat (et qui sera réutilisé plus tard pour les iMac G5). Courant 2003, les PowerBook 15" adoptent à leur tour le boîtier aluminium, ainsi que le rétroéclairage du clavier des PowerBook 17".
Une mise à jour en janvier 2005 apporta, outre une traditionnelle montée en puissance, deux nouvelles fonctionnalités aux PowerBook G4 : un nouveau trackpad avec capacité de défilement (en utilisant deux doigts), et le Sudden Motion Sensor permettant de ranger instantanément les têtes de lecture du disque dur en cas de choc (pour éviter les risques d'endommagement du disque dur et des données qui pourraient en résulter).
En octobre 2005, les PowerBook G4 furent réactualisés pour répondre aux critiques sur la qualité moyenne de leurs écrans comparés aux derniers portables PC. Les modèles 15" et 17" adoptèrent une nouvelle dalle de meilleure qualité et offrant une meilleure définition : 1440×960 pour le 15" (soit plus que l'ancien 17") et 1680×1050 pour le 17" (soit l'équivalent en surface d'affichage d'un écran 20 pouces standard). L'autonomie fut également améliorée (gain d'environ 1 heure pour atteindre 5 à 6 heures). Ils intégrèrent aussi par la même occasion la mémoire DDR2 et des disques dur plus rapides. Le modèle 12 pouces resta inchangé.
Dans leur dernière version, les PowerBook G4 existaient en taille 12", 15" et 17" et avaient des processeurs G4 cadencés à 1,5 ou 1,67 GHz. Avec le passage de sa gamme de portables professionnels au processeur Intel Core Duo, Apple a changé leurs noms en MacBook Pro, supprimant à l'occasion le modèle 12" remplacé par le MacBook Air en 2008.